# Norfolkeibisch

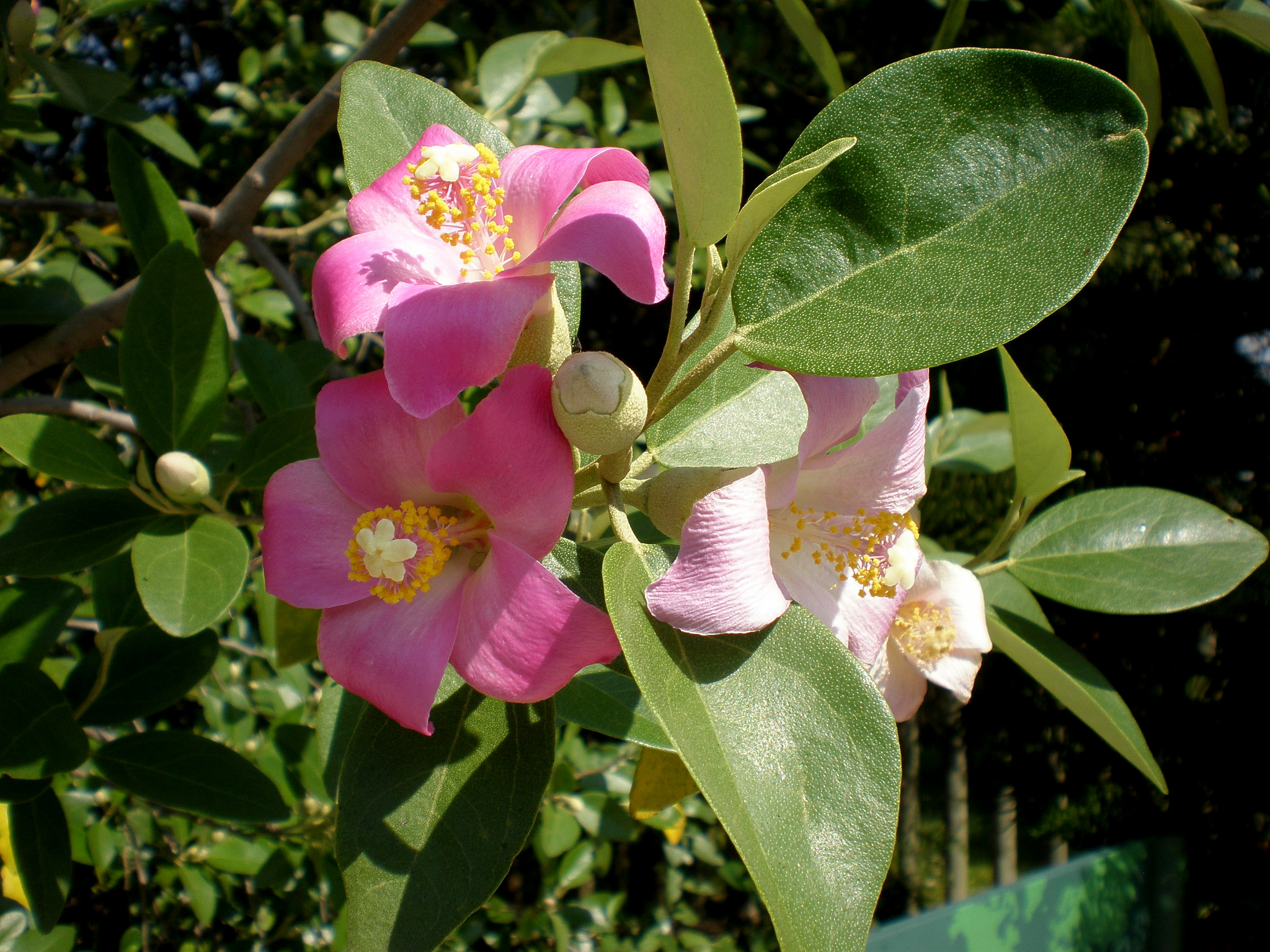
Blätter und Blüten, links junge Blüten, rechts ältere, verblasste Blüte

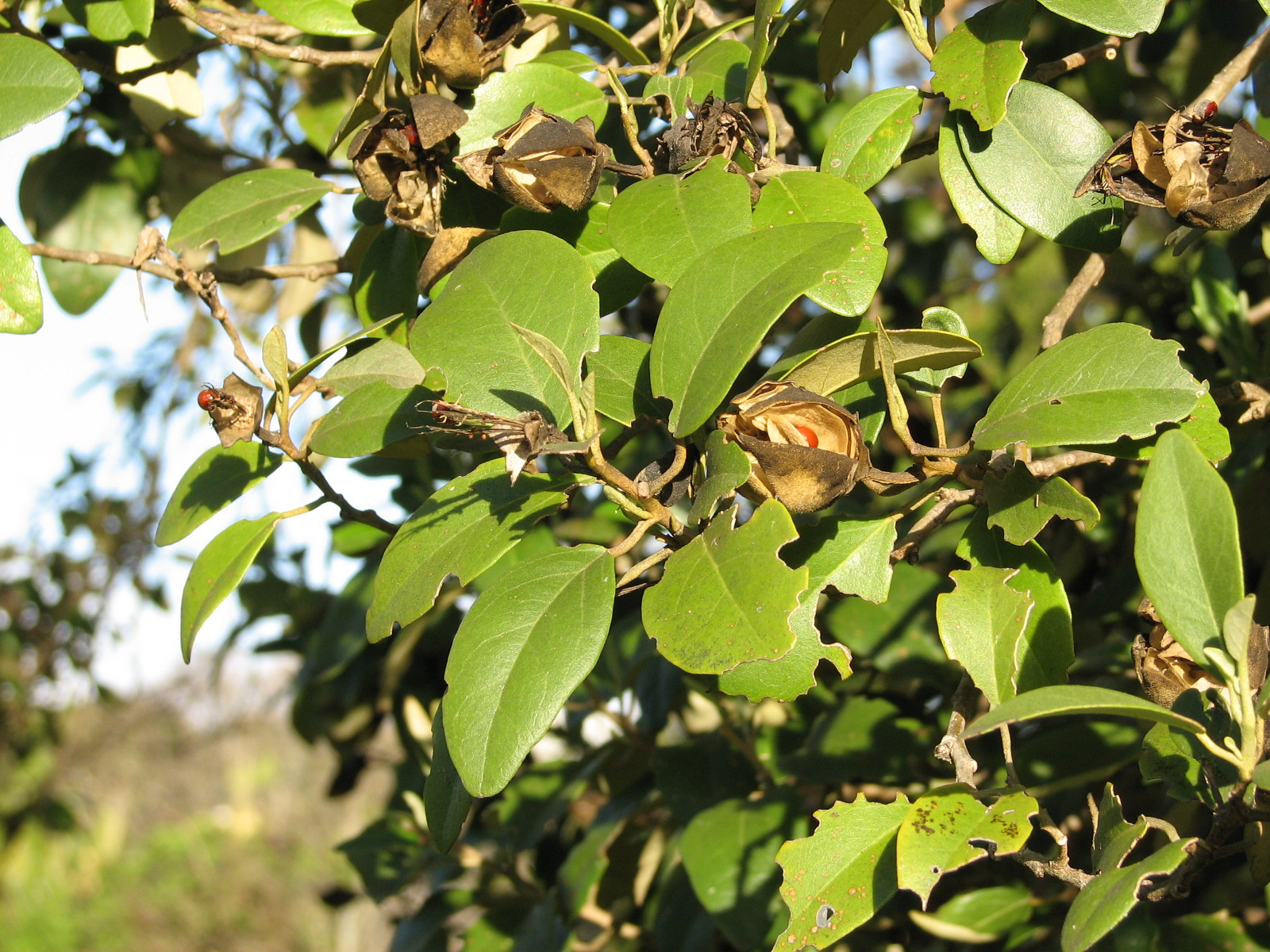
Früchte

Der Norfolkeibisch (Lagunaria patersonia) oder das Weißholz, auch die Weiße Eiche, ist die einzige Pflanzenart der Gattung Lagunaria und wird in die Unterfamilie der Wollbaumgewächse (Bombacoideae) innerhalb der Familie der Malvengewächse (Malvaceae) eingeordnet.

## Beschreibung
Der Norfolkeibisch wächst meist pyramidal (daher einer der englischen Trivialnamen „Pyramid tree“) als immergrüner, kleiner Baum und kann Wuchshöhen von 10 bis über 15 Metern, selten bis über 20 Metern erreichen. Der Stammdurchmesser erreicht über 70 Zentimeter, selten bis über 1,5 Meter. Die Borke ist gräulich und feinfurchig.
Die wechselständigen, gestielten und ganzrandigen, ledrigen Laubblätter sind meist eiförmig bis elliptisch. Sie sind kahl, oberseits anfänglich schuppig, olivgrün und auf der Unterseite anfänglich durch die dichten Schuppen weiß-silbrig, später verglättend graugrün. Die rundspitzige bis stumpfe oder abgerundete Blattspreite ist 4 bis 12 cm lang und 2,5 bis 5 cm breit. Der Blattstiel ist 1 bis 3 cm lang.
Die Blüten sitzen einzeln, selten zu zweit, an kurzen (1 bis 2 cm langen), dicken Stielen in den Blattachseln. Die zwittrigen, fünfzähligen Blüten mit doppelter Blütenhülle weisen einen Durchmesser von etwa 4 bis 8 Zentimeter auf. Es ist ein kleiner, verwachsener und meist abfallender Außenkelch vorhanden. Die fünf außen schuppigen Kelchblätter sind glockig verwachsen mit kurzen Zähnen und nur ein drittel so lang wie die Kronblätter. Die fünf dachigen, großen Kronblätter sind wachsig, rosa bis mauvefarben, dann verblassend zu weiß, und 3 bis 4,5 cm lang. Die vielen einthekigen Staubblätter sind gold- bis orangefarben. Es sind fünf oberständige Fruchtblätter vorhanden. Der Griffel ist weiß bis cremeweiß; er teilt sich an der Spitze fünflappig auf. Die Staubblätter bilden eine röhrenförmige Columna um den Griffel. 
Es bilden sich eiförmige bis rundliche, fünffächerige, lokulizidale, mehrsamige Kapselfrüchte mit beständigem Kelch, die 2 bis 4 cm lang und dicht behaart sind. Sie sind innen mit kurzen, hakigen Haaren gefüllt und darin befinden sich die glatten, orange-roten, etwa 7 mm langen und bohnen- bzw. nierenförmige Samen. Diese Haare in den Früchten jucken auf der Haut (daher einer der englischen Trivialnamen „Cow Itch Tree“).

## Verbreitung
Der Norfolkeibisch ist in Australien heimisch; die Vorkommen beschränken sich auf die Norfolkinsel, das östliche Queensland und die Lord-Howe-Insel.
Als Zierpflanze ist diese Pflanzenart und ihre Sorten heute praktisch weltweit in geeigneten Klimazonen verbreitet.

## Systematik
Die Art wurde 1803 von Henry Charles Andrews unter dem Namen Hibiscus patersonius erstbeschrieben. George Don ordnete sie 1831 (als patersonii) in die Gattung Lagunaria ein. Das Artepitheton ehrt den britischen Entdecker William Paterson (1755–1810). Der Gattungsname ehrt den spanischen Gelehrten Andrés Laguna. Die Gattung Lagunaria wurde 1828 von Heinrich Gottlieb Ludwig Reichenbach nach Alphonse Pyrame de Candolle in Conspectus Regni Vegetabilis 202 aufgestellt.
Innerhalb der Art werden zwei Unterarten unterschieden:
- Lagunaria patersonia subsp. bracteata (Benth.) P.S.Green: Vorkommen in Queensland. Wird auch als Lagunaria queenslandica Craven als eigene Art geführt.
- Lagunaria patersonia (Andrews) G.Don subsp. patersonia: Vorkommen auf der Norfolkinsel und der Lord-Howe-Insel.

Weitere Synonyme sind: Laguna squamea Vent., Solandra squamea Poir., Lagunea patersonia Sims, Lagunaria patersonia Endl. und Hibiscus patersonii R.Br.

## Zuchtformen
- 'Royal Purple': Mit purpurfarbenen Blüten.

## Verwendung
Aus der Rinde kann eine Faser gewonnen werden. Das Holz ist weich und wird wenig genutzt.